# Phlogochroa fuscochroa
Phlogochroa fuscochroa là một loài bướm đêm trong họ Noctuidae.